# Jaszir
A jaszir kétszemélyes absztrakt stratégiai táblás játék. Az eredete ismeretlen, egy elképzelés szerint a mongol Batu kán kedvenc játéka volt, amelyet csaták előtt szívesen játszott. A név alapján iráni eredet is elképzelhető.

## Eszközök
A képen látható tábla 5-ször 5 mezőből áll, amelyeket aszimmetrikus módon egyenes vonalak kötnek össze egymással. A vonalak szabálytalansága ellenére a két játékos esélyei kiegyensúlyozottak.
Mindkét játékos 5–5 bábuval játszik. Ha a bábu által jelképezett íjász harcos ellenség lelövésével tünteti ki magát, akkor azt jelölni kell, erre megoldás, ha például a képen látott, a két oldalán más-más képet tartalmazó korongokat használunk.
A kezdőállás felvételekor mindkét játékos a saját táborának öt mezőjére, az öt saját jurtába helyez egy-egy közönséges (gyalogos) harcost ábrázoló bábut.

## A játék
A cél az, hogy az ellenfél összes harcosát fogságba ejtsük, vagy elfoglaljuk az ellenség táborát.
A játékosok felváltva lépnek egyet, tetszés szerinti bábujukkal, egy mezőről egy azzal közvetlenül összekötött másik mezőre. Az a játékos, aki következik, lépni köteles. Lépni csak a vonalak mentén lehet, és csak olyan mezőre, amelyen még nem áll másik bábu. Közvetlen ütés tehát a jaszirban nincs.
Ha viszont egy bábu olyan mezőre lép, amelyet közvetlen vonal köt össze olyan mezővel, amelyen egy ellenséges bábu áll, akkor az a bábu, amelyik lépett, megsebesül és az ellenség fogságába esik. Hangsúlyozandó tehát, hogy ha két bábu ütésvonalba került egymással, akkor nem az kerekedik felül, amelyik lépett, hanem amelyik lesben állt. Ebben a játékban a védőké az előny, nem a támadóké.
Minden harcos védett a saját táborának bármelyik jurtájában.
A megsebesített harcos bábuját le kell venni a tábláról, és az ellenfél maga elé teszi.
Az a harcos, amelyik a lövést leadta – egyszerre több ilyen bábu közül a játékos kiválaszthat egyet –, kitüntetett, lovas harcossá válik, ezt a korong megfordításával lehet jelezni. Ez a művelet nem számít lépésnek, ezért még a foglyul ejtő játékos következik. A lovas harcos is csak egyet léphet, csak üres mezőre, ő is lő, és őt is lelőheti az ellenség bármelyik harcosa. Egy kivétel van: a lovas a saját táborának jurtájából azonnal léphet még egyet.
Ha egy lovas harcosunk elfoglalja az ellenség valamelyik jurtáját, akkor egy társa kiszabadul a fogságból. Ehhez azonban szükséges, hogy az a mező ne legyen ellenséges íjász lővonalában, mert akkor a támadó harcos sebesül meg és esik fogságba saját maga is. A fogolyszabadítás után a szabadító harcos továbbra is lovas íjász marad, a kiszabadított pedig gyalogos harcosként indul a saját táborából.
Ha egy gyalogos harcosunk elfoglalja az ellenség valamelyik jurtáját anélkül, hogy megsebesülne, akkor ott leköti az ellenség figyelmét, így egy társa, akár lovas is azonnal léphet egyet, mielőtt a másik játékos következne. Ez a lehetőség nem kötelező, de nem vihető át következő lépésre, hanem azonnal felhasználandó. Viszont ha a másik harcos is az ellenség egyik jurtájába lép anélkül, hogy megsebesülne, akkor most ő köti le az ellenség figyelmét, és bármelyik másik társa is léphet egyet, és így tovább.
Ha kialakul egy olyan helyzet, hogy egyszerre 4 harcosunk áll az ellenség jurtáiban, akkor az ellenséget legyőztük, a játékot megnyertük.
Azért, hogy a játék ne váljon állóháborúvá, egy lépésünk után sem következhet ugyanannak a harcosnak ugyanoda történő visszalépése, még akkor sem, ha eközben lovassá válik.

## Szabályváltozatok
Kiköthető, hogy nem csak két, hanem négy lépés után sem állhat vissza a táblának ugyanaz az állapota, vagyis ha ilyenkor más lehetőség nincs, fel kell áldoznunk egy harcosunkat.
Megengedhető, hogy a győzelemhez ne 4, hanem 3 ellenséges jurta elfoglalása is elegendő legyen. Vagy éppen kiköthető 4 helyett 5 jurta elfoglalása is, de ezzel a játéknak ez a kimenetele elég valószínűtlenné válik.
Választható a következő lehetőség: ha egy lovas harcosunk megsebesülés nélkül hatol az ellenség táborába, és egy másik ellenséges jurtában már van egy másik lovas harcosunk, akkor a fogolyszabadítás helyett egy gyalogos harcostársuk átléphet olyan, üres mezőre, amely szomszédos az éppen elfoglalt mezőjével, de nem köti össze őket vonal. Ez váratlan fordulatot tud hozni a sereg felállásában.
Kivehető a játékból az a szabály, hogy a saját táborában a harcos védett, könnyebbé téve ezzel a fogolyszerzést.

## Forrás
Zdzisław Nowak: 50 táblás játék – A malomtól a góig (Gondolat Kiadó, 1982)